# Missões diplomáticas de Comores

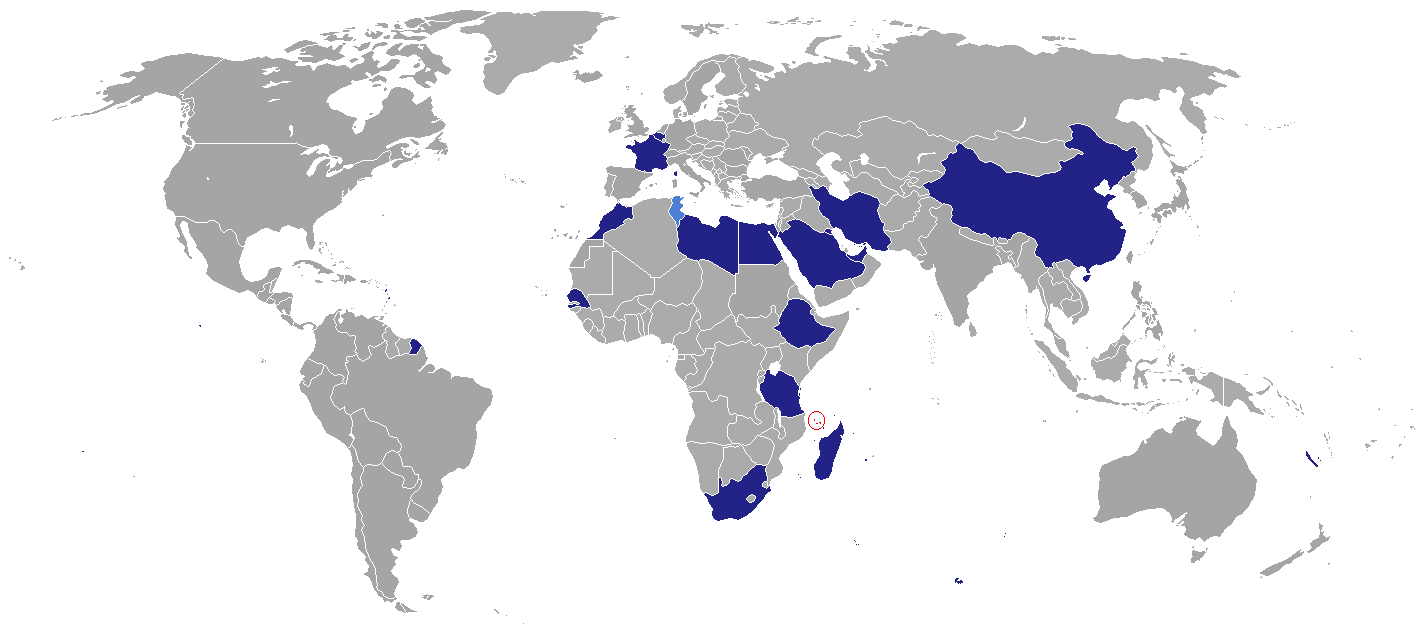
Missões diplomáticas de Comores.

Abaixo estão listadas as embaixadas e consulados de Comores, pequeno país localizado a leste de Moçambique e a oeste de Madagáscar.

## Europa

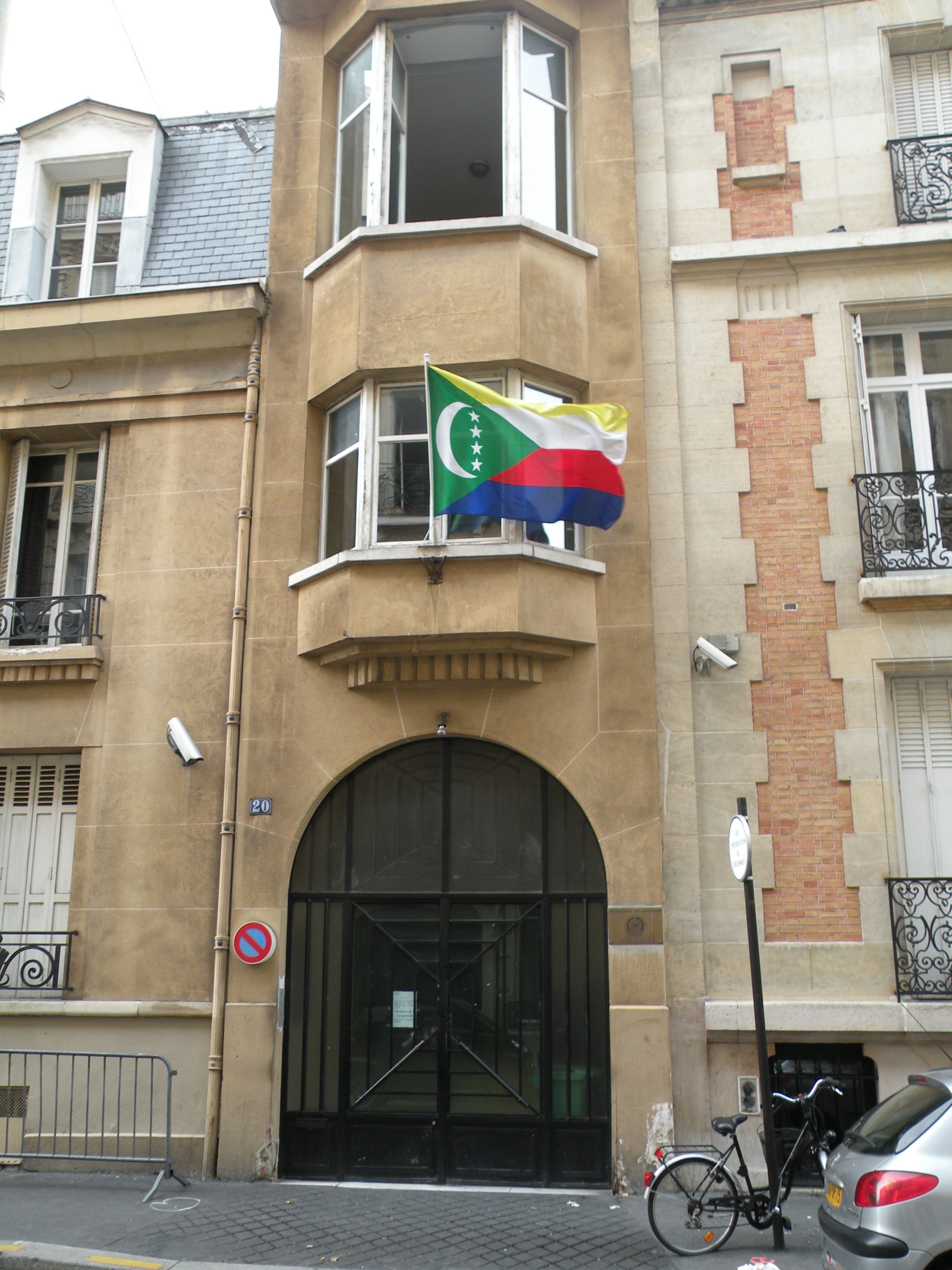
Embaixada de Comores em Paris, França.

- Bélgica
  - Bruxelas (Embaixada)
- França
  - Paris (Embaixada)

## Oriente Médio
- Arábia Saudita
  - Riad (Embaixada)
  - Jedda (Consulado)
- Irão
  - Teerã (Embaixada)

## África
- África do Sul
  - Pretória (Embaixada)
- Egito
  - Cairo (Embaixada)
- Líbia
  - Trípoli (Embaixada)
- Madagáscar
  - Antananarivo (Embaixada)
  - Mahajanga (Consulado)

## Organizações multilaterais
- Cairo (Missão permanente de Comores ante a Liga Árabe)
- Nova Iorque (Missão permanente de Comores ante as Nações Unidas)